# Кони в яблоках (песня)
«Кони в яблоках» — песня Давида Тухманова на слова Михаила Танича. Получила широкую известность после исполнения Виктором Салтыковым с группой «Электроклуб» и выпущенным клипом в 1988 году. Несмотря на то, что песня «Кони в яблоках» стала «визитной карточкой» Виктора Салтыкова, она не вошла ни в один сольный альбом певца.

## История создания

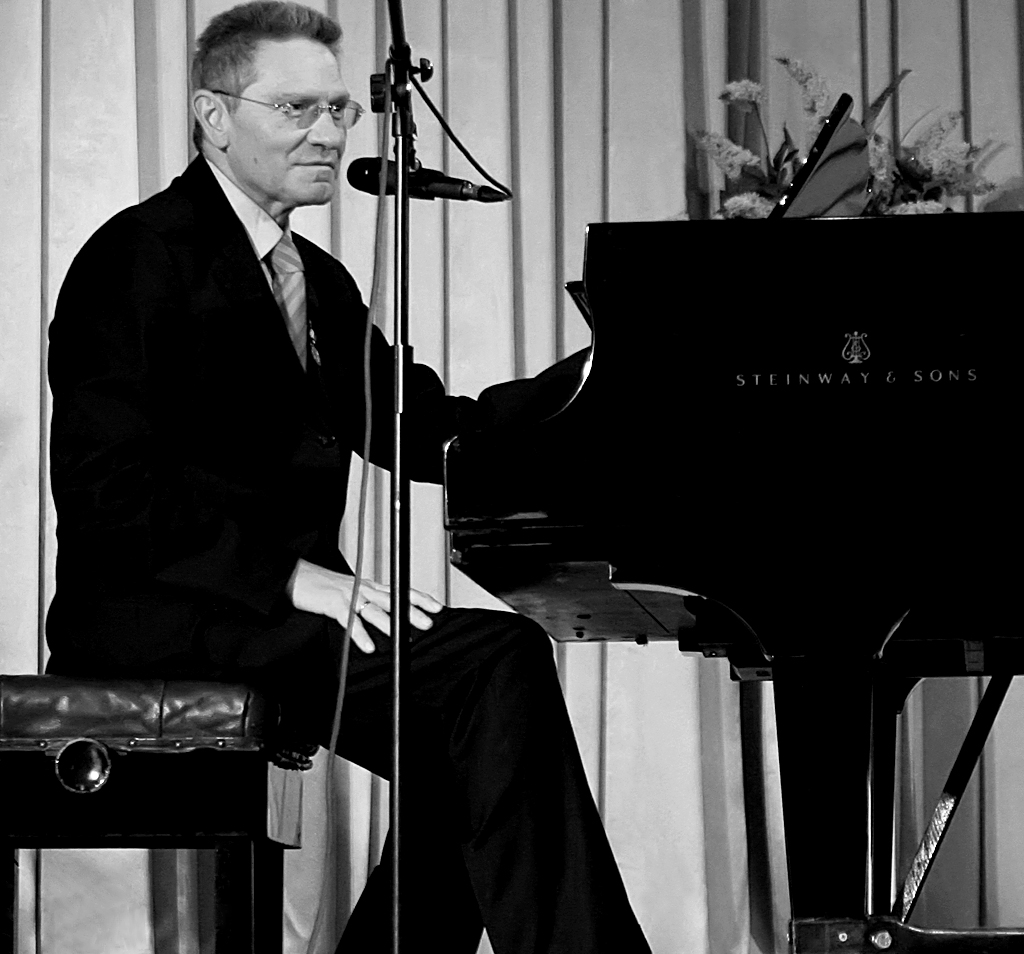
Давид Тухманов. 2007

Михаил Танич. 2003

В 1988 году композитор Давид Тухманов планировал записать эту песню на слова Михаила Танича, для издания пластинки «Электроклуба-2» и выбрал Виктора Салтыкова в качестве исполнителя, она была издана на пластинке Тухманова «Электроклуб-2», которая вышла в 1989 году.

В 1988 году на песню «Кони в яблоках» был снят видеоклип. В клипе также приняли участие Владимир Дубовицкий, Виктор Салтыков, Александр Назаров, Владимир Кулаковский, Александр Дроник, Михаил Палей и Павел Назаров.

## Награды и достижения
- * 1988 — лучшая песня согласно общесоюзному хит-параду ТАСС «Музыкальный Олимп»: «Кони в яблоках» (8 место).

## Издания

### В дискографииДавида Тухмановаи группы «Электроклуб»
- Электроклуб-2 (1989)